# Nivaldo Rossato
Nivaldo Luiz Rossato (São Gabriel, 26 de agosto de 1951) é um tenente-brigadeiro do ar, foi comandante da Força Aérea Brasileira. Rossato quando se tornou comandante da Força Aérea Brasileira substituiu o Tenente-Brigadeiro do Ar Juniti Saito em 30 de janeiro de 2015 e atualmente se tornou ex-comandante sendo sucedido pelo Tenente-Brigadeiro do Ar Antonio Carlos Moretti Bermudez em 04 de janeiro de 2019

## Biografia
Nascido em São Gabriel (RS), em 26 de agosto de 1951, e criado em Santa Maria (RS), o Tenente-Brigadeiro do Ar Nivaldo Luiz Rossato vem de uma família de agricultores. Filho de Waldemar Olinto Rossato e Ana Rosa Lovato Rossato. Com seus oito irmãos, cresceu perto das plantações de arroz no Rio Grande do Sul.
Único militar da família, já gostava de avião desde pequeno quando descobriu a Força Aérea Brasileira por colega de escola pública. Após concurso, ingressou na Escola Preparatória de Cadetes do Ar (EPCAr), localizada em Barbacena (MG) aos 17 anos de idade.
Em sua carreira militar por mais de 45 anos, serviu em 25 Organizações diferentes em dez cidades do Brasil e do exterior. Inicialmente, suas atividades foram focadas na Aviação de Caça e a partir do posto de Major, alternou suas atividades na área de ensino e operacional.
Como oficial general, a partir de 2003, dedicou-se fundamentalmente na implementação de melhorias na operacionalidade da Força Aérea, capacitação dos recursos humanos e otimização dos meios disponíveis.

## Carreira militar
- Formou-se oficial aviador em dezembro de 1975;
- Realizou o curso de piloto de caça durante o ano de 1976 em Natal, no Rio Grande do Norte
- Qualificado como líder de grupo na Aviação de Caça e Piloto de Transporte de Tropa
- Assessor aeronáutico junto à Força Paraguaia
- Instrutor de voo da Aviação de Caça
- Oficial de doutrina do Segundo Esquadrão do Quinto Grupo de Aviação
- Chefe da seção de operações do Parque dos Afonsos
- Instrutor da Escola de Aperfeiçoamento de Oficiais da Aeronáutica
- Comandante do Segundo Esquadrão do Quinto Grupo De Aviação
- Comandante do Esquadrão de Comando da Base Aérea de Canoas
- Comandante do Grupo de Serviços de Base da Base Aérea de Santa Maria
- Comandante do Terceiro Esquadrão do Décimo Grupo de Aviação
- Chefe da Seção de Operações do Comando Aéreo de Treinamento
- Chefe do Estado-Maior do Comando Aéreo de Treinamento
- Adido aeronáutico na Venezuela
- Vice-chefe do Centro de Comando e Controle de Operações Aéreas do Comando Geral de Operações Aéreas
- Chefe do Estado-Maior do Comando Geral de Apoio
- Comandante da Terceira Força Aérea
- Chefe do Estado-Maior do Comando Geral de Operações Aéreas
- Comandante do Quinto Comando Aéreo Regional - V Comar
- Diretor-geral de Ensino da Aeronáutica
- Comandante-geral de Operações Aéreas
- Chefe do Estado-Maior da Aeronáutica

## Promoções
- Data de Praça: 01 de Março de 1969
- Aspirante: 10 de Dezembro de 1975
- Segundo Tenente: 31 de Agosto de 1976
- Primeiro Tenente: 31 de Agosto de 1978
- Capitão: 31 de Agosto de 1981
- Major: 31 de Agosto de 1985
- Tenente-Coronel: 30 de Abril de 1992
- Coronel: 31 de Agosto de 1997
- Brigadeiro do Ar: 31 de Julho de 2003
- Major-Brigadeiro do Ar: 31 de Março de 2007
- Tenente-Brigadeiro do Ar: 31 de Março de 2011

## Cursos acadêmicos e operacionais
- Curso de Formação de Oficiais Aviadores;
- Curso de Tática Aérea;
- Curso de Aperfeiçoamento de Oficiais;
- Curso de Segurança de voo no Centro de Investigação e Prevenção de Acidentes Aeronáuticos;
- Curso Superior de Comando e Estado-Maior;
- Curso de Política e Estratégia Marítima na Escola de Guerra Naval da Marinha do Brasil
- Curso de Comando e Controle na Força Aérea Francesa

## Experiência de voo
O tenente-brigadeiro Rossato é líder de grupo da aviação de caça e possui mais de 3 500 horas de voo.

## Aeronaves voadas
- T-23 UIRAPURU;
- T-37  “DRAGONFLY”;
- U-42  REGENTE;
- T-25  UNIVERSAL;
- AT-26 XAVANTE;
- C-95  A/B/C BANDEIRANTE;
- P-95 BANDEIRULHA;
- C-115 BÚFALO.

## Condecorações
- Ordem do Mérito da Defesa – Grau "Grã-Cruz";
- Ordem do Mérito Aeronáutico – Grau "Grã-Cruz";
- Ordem do Mérito Naval – Grau "Grande oficial";
- Ordem do Mérito Militar – Grau de "Grande oficial";
- Medalha da Ordem do Mérito Rio Branco – Grau "Grã-Cruz";
- Ordem do Mérito Judiciário Militar – Grau "Grã-Cruz";
- Ordem do Mérito Ministério Público Militar – Grau "Grã-Cruz";
- Medalha Mérito Desportivo Militar;
- Medalha da Vitória;
- Medalha do Mérito Marechal Cordeiro de Farias;
- Medalha Militar de Ouro com Passador de Platina;
- Ordem do Mérito Bombeiro Militar do Distrito Federal "Imperador Dom Pedro II" – Grau "Comendador";
- Medalha do Mérito Santos-Dumont;
- Medalha Mérito Tamandaré;
- Medalha do Pacificador;
- Medalha Mérito Operacional Nero Moura;
- Ordem do Mérito Aeronáutico da Força Aérea Venezuelana em Terceira Classe;
- Piloto "Honoris Causa" da Força Aérea Paraguaia;
- Grande Medalha da Inconfidência Mineira, do Estado de Minas Gerais;
- Medalha Santos Dumont, do Estado de Minas Gerais - Grau "Prata";
- Medalha "Legión Al Mérito Confraternidad Aérea Interamericana" – Grau "Grã Cruz"
- Comenda Jubileu de Ouro da Vitória (Associação de Ex-Combatentes);
- Ordem do Mérito Cívico (Liga da Defesa Nacional);
- Comenda Metropolitana - Comando de Policiamento Metropolitano/Rs;
- Grande Medalha Presidente     Juscelino Kubistschek;
- Medalha Pinto Bandeira - Município de Canoas;
- Medalha de Serviços Relevantes à Ordem Pública - Bm;
- Medalha Tiradentes - Polícia Civil/Rs;
- Medalha Tirandentes – da  Assembleia Legislativa do Estado do Rio De Janeiro; e
- Menção Destaque Operacional Platina;
- Medalha Mérito do Estado-Maior Conjunto das Forças Armadas